# Gabriel Macht
Gabriel Macht (født 22. januar 1972 i Bronx) er en amerikansk skuespiller. Han har bl.a. spillet sammen med Colin Farrell I American Outlaws og Owen Wilson i Behind Enemy Lines. Han er dog mest kendt for sit portræt som den karismatiske advokat Harvey Specter i tv-serien Suits.

## Karriere
Macht blev nomineret til en Best Young Motion Picture Actor Award efter sin første rolle som 8-årig i en film. Why Would I Lie? under kunstnernavnet Gabriel Swann. Han har optrådt i mange film og fjernsyns som A Love Song for Bobby Long, Because I Said So, The Recruit, og Archangel. Macht har medvirket som hovedrollen i Frank Millers bearbejdning af Will Eisners The Spirit, som blev udgivet i USA i slutningen af 2008.

## Filmografi
- Whiteout (2009) – Robert Pryce
- One Way to Valhalla (2009) – Bo Durant
- The Spirit (2008) – The Spirit/Denny Colt
- Because I Said So (2007) – Johnny
- The Good Shepherd (2006) – John Russell, Jr.
- A Love Song for Bobby Long (2004) – Lawson Pines
- Grand Theft Parsons (2003) – Gram Parsons
- The Recruit (2003) – Zack
- Bad Company (2002) – Officer Seale
- Behind Enemy Lines (2001) – Stackhouse
- American Outlaws (2001) – Frank James
- 101 Ways (The Things a Girl Will Do to Keep Her Volvo) (2000) – Dirk
- The Bookie's Lament (2000) – Mickey
- Simply Irresistible (1999) – Charlie
- The Adventures of Sebastian Cole (1998) – Troy
- The Object of My Affection (1998) – Steve Casillo
- Why Would I Lie? (1980) – Jorge

## Fjernsyn
- Suits Arkiveret 6. januar 2013 hos  Wayback Machine (2011) – Harvey Specter
- Archangel Arkiveret 21. december 2008 hos  Wayback Machine (2005) – R.J. O'Brian
- The Others (2000)- Dr. Mark Gabriel
- The Audrey Hepburn Story (2000) – William Holden
- Sex and the City (1998) Episode: "Models and Mortals" – Barkley
- Spin City (1997) – The Naked Guy
- Follow the River (1995) – Johnny Draper
- Beverly Hills 90210 (1991) – Tal Weaver